# Ranunculus penicillatus
Ranunculus penicillatus é uma espécie de planta com flor pertencente à família Ranunculaceae. 
A autoridade científica da espécie é (Dumort.) Bab., tendo sido publicada em Man. Brit. Bot. [Babington] ed. 7, 7. 1874 [Mai-Jun 1874].

## Portugal
Trata-se de uma espécie presente no território português, nomeadamente em Portugal Continental.
Em termos de naturalidade é nativa da região atrás indicada.

## Protecção
Não se encontra protegida por legislação portuguesa ou da Comunidade Europeia.